# Gittata cardiaca
Si definisce gittata cardiaca (GC) o portata cardiaca il volume di sangue che il ventricolo destro e il ventricolo sinistro riescono ad espellere in un minuto attraverso l'arteria polmonare e l'aorta, rispettivamente. Il valore medio della gittata cardiaca in condizioni di riposo in un adulto (di taglia media) è di circa 5-5,5 litri al minuto.

## Calcolo della gittata
La gittata cardiaca è determinata dal prodotto tra frequenza cardiaca ({\displaystyle f}) e gittata sistolica ({\displaystyle GS}). Quest'ultimo valore rappresenta la quantità di sangue pompata ad ogni battito attraverso ciascun ventricolo.
{\displaystyle GC=GS*f}
A riposo la frequenza cardiaca è di circa 72-75 battiti/minuto, mentre la gittata sistolica è di circa 70 ml. La gittata cardiaca corrisponderà quindi a circa 5 litri/min, che corrisponde grossomodo all'intero volume sanguigno.

## Regolazione della gittata
La gittata cardiaca può aumentare o diminuire, in funzione di diversi fattori. Tali modificazioni possono riguardare la frequenza cardiaca o il volume sistolico, ma generalmente dopo una modificazione di uno dei due parametri l'altro subisce dei conseguenti adattamenti.

Regolazione intrinseca della gittata cardiaca: se il cuore non potesse regolare intrinsecamente la gittata sistolica, un aumento della pressione venosa (e quindi del ritorno venoso all'atrio destro) provocherebbe uno squilibrio tra afflusso ventricolare nella diastole e uscita ventricolare nella sistole. Durante la sistole, quindi, i ventricoli non riuscirebbero ad espellere una quantità di sangue uguale a quella entrata nella diastole precedente.
Il muscolo cardiaco, come quello scheletrico, ha una ben definita relazione tensione (forza)/lunghezza:  esiste una lunghezza ottimale alla quale la forza della contrazione è massima.  Ma, mentre il muscolo scheletrico lavora vicino alla sua lunghezza ottimale, le fibre miocardiche del cuore normale hanno una lunghezza inferiore rispetto a quella ottimale per la contrazione. La lunghezza delle fibre muscolari cardiache dipende dall'entità del riempimento venoso, e dalla conseguente distensione del muscolo da parte della massa di sangue.
Supponiamo che si verifichi un aumento della pressione venosa (e quindi del ritorno venoso all'atrio destro). Avremo un aumento del riempimento diastolico del ventricolo destro; di conseguenza, essendo il sangue pressoché incomprimibile in quanto liquido, le fibrocellule della muscolatura ventricolare si allungano (la lunghezza delle fibre si avvicina a quella ottimale, in grado di sviluppare la massima forza), e si ha un aumento della forza contrattile ventricolare nella sistole (contrazione) successiva. Grazie alla contrazione più intensa avremo una maggiore gittata sistolica (GS). Ciò assicura che il volume di sangue venoso che entra sia uguale a quello eiettato.
Analogamente supponiamo che si verifichi una diminuzione della pressione venosa (e quindi del ritorno venoso all'atrio destro); avremo una diminuzione del riempimento diastolico del ventricolo destro. Le fibrocellule della muscolatura ventricolare si accorciano (la lunghezza delle fibre si allontana non solo da quella ottimale, in grado di sviluppare la massima forza, ma anche da quella normale di riposo) e si avrà una diminuzione della forza contrattile ventricolare nella sistole successiva (a una contrazione più debole segue una minore eiezione di sangue e cioè una minore gittata sistolica).

Regolazione estrinseca della gittata cardiaca: è dovuto alle innervazioni orto e parasimpatica del cuore, che regolano:
1. Frequenza: azione del sistema ortosimpatico sulle cellule pacemaker con effetto stimolante (Mediatore: noradrenalina, bersagli: recettori β1 adrenergici); azione parasimpatica sulle cellule pacemaker con effetto inibente (Mediatore: acetilcolina, bersagli: recettori muscarinici M2).
2. Forza della contrazione: azione stimolante del sistema ortosimpatico sui ventricoli.

In condizioni fisiologiche le fibre vagali esercitano costantemente un notevole grado di inibizione sul cuore (tono vagale).
Il fenomeno fisiologico che permette, a livello delle grosse arterie elastiche, di modificare il flusso discontinuo della gittata cardiaca in un flusso più continuo è chiamato effetto Windkessel.